# Protestas en Egipto de 1968
Las protestas en Egipto de 1968 incluyeron huelgas generales y manifestaciones masivas contra el gobierno de Gamal Abdel Nasser. Los manifestantes exigieron el fin de la corrupción en el gobierno. Las protestas comenzaron en Helwan después de la derrota de Egipto ante Israel en la Guerra de los Seis Días de 1967 y rápidamente se expandieron por todo el país. El apogeo del movimiento de protesta se produjo entre el 9 y el 10 de junio de 1967, cuando los partidarios de Gamal Abdel Nasser se manifestaron por cientos de miles contra su renuncia, lo que hizo que él rescindiera su renuncia. El movimiento en sí duró hasta marzo de 1968, cuando el gobierno utilizó fuerzas militares para sofocar las protestas ciudadanas. En marzo de 1968, el gobierno egipcio puso fin al movimiento de protesta.